# Hesperis steveniana
Hesperis steveniana är en korsblommig växtart som beskrevs av Dc. Hesperis steveniana ingår i släktet hesperisar, och familjen korsblommiga växter. Inga underarter finns listade i Catalogue of Life.